# Voraptus exilipes
Voraptus exilipes är en spindelart som först beskrevs av Lucas 1858.  Voraptus exilipes ingår i släktet Voraptus och familjen taggfotsspindlar.
Artens utbredningsområde är Gabon. Inga underarter finns listade i Catalogue of Life.